# Team Raleigh GAC
El Team Raleigh GAC (codi UCI: RAL) és un equip ciclista britànic de categoria continental. Creat el 2010, competeix principalment als circuits continentals de ciclisme.
No s'ha de confondre amb l'antic equip TI-Raleigh.

## Principals victòries

### Grans Voltes
- Tour de França
  - 0 participacions

- Giro d'Itàlia
  - 0 participacions

- Volta a Espanya
  - 0 participacions

## Composició de l'equip
| \| Llista de l'equip 2017 \| Llista de l'equip 2017 \| Llista de l'equip 2017 \| Llista de l'equip 2017 \| \| Ciclista \| Data de naixement \| Equip previ \| \| \| ------------------------------------- \| ---------------------- \| --------------------------------- \| ---------------------- \| \| Yoeri Havik \| 19 de febrer de 1991 \| Team 3M (2016) \| \| \| Sebastián Mora Vedri \| 19 de febrer de 1988 \| \| \| \| Ryan Perry \| 10 de gener de 1987 \| \| \| \| Tristan Robbins \| 26 de maig de 1996 \| \| \| \| Enrique Sanz Unzué (24 de feb–) \| 11 de setembre de 1989 \| Wilier Triestina-Southeast (2016) \| \| \| Jack Escritt \| 4 de desembre de 1997 \| \| \| \| Richard Hepworth (1 de gen–3 de març) \| 25 de febrer de 1987 \| \| \| \| Adam Kenway \| 8 de juliol de 1987 \| \| \| \| Fraser Martin \| 9 de setembre de 1996 \| \| \| \| Grant Martin \| 26 de setembre de 1998 \| \| \| \| Adrià Moreno Sala \| 19 de agost de 1991 \| \| \| \| \| \| \| \| \| Font: ProCyclingStats \| \| \| \| |                        |                                   |  |
| Llista de l'equip 2017 |                        |                                   |  |
| Ciclista | Data de naixement      | Equip previ                       |  |
| Yoeri Havik | 19 de febrer de 1991   | Team 3M (2016)                    |  |
| Sebastián Mora Vedri | 19 de febrer de 1988   |                                   |  |
| Ryan Perry | 10 de gener de 1987    |                                   |  |
| Tristan Robbins | 26 de maig de 1996     |                                   |  |
| Enrique Sanz Unzué (24 de feb–) | 11 de setembre de 1989 | Wilier Triestina-Southeast (2016) |  |
| Jack Escritt | 4 de desembre de 1997  |                                   |  |
| Richard Hepworth (1 de gen–3 de març) | 25 de febrer de 1987   |                                   |  |
| Adam Kenway | 8 de juliol de 1987    |                                   |  |
| Fraser Martin | 9 de setembre de 1996  |                                   |  |
| Grant Martin | 26 de setembre de 1998 |                                   |  |
| Adrià Moreno Sala | 19 de agost de 1991    |                                   |  |
| |                        |                                   |  |
| Font: ProCyclingStats |                        |                                   |  |

## Classificacions UCI

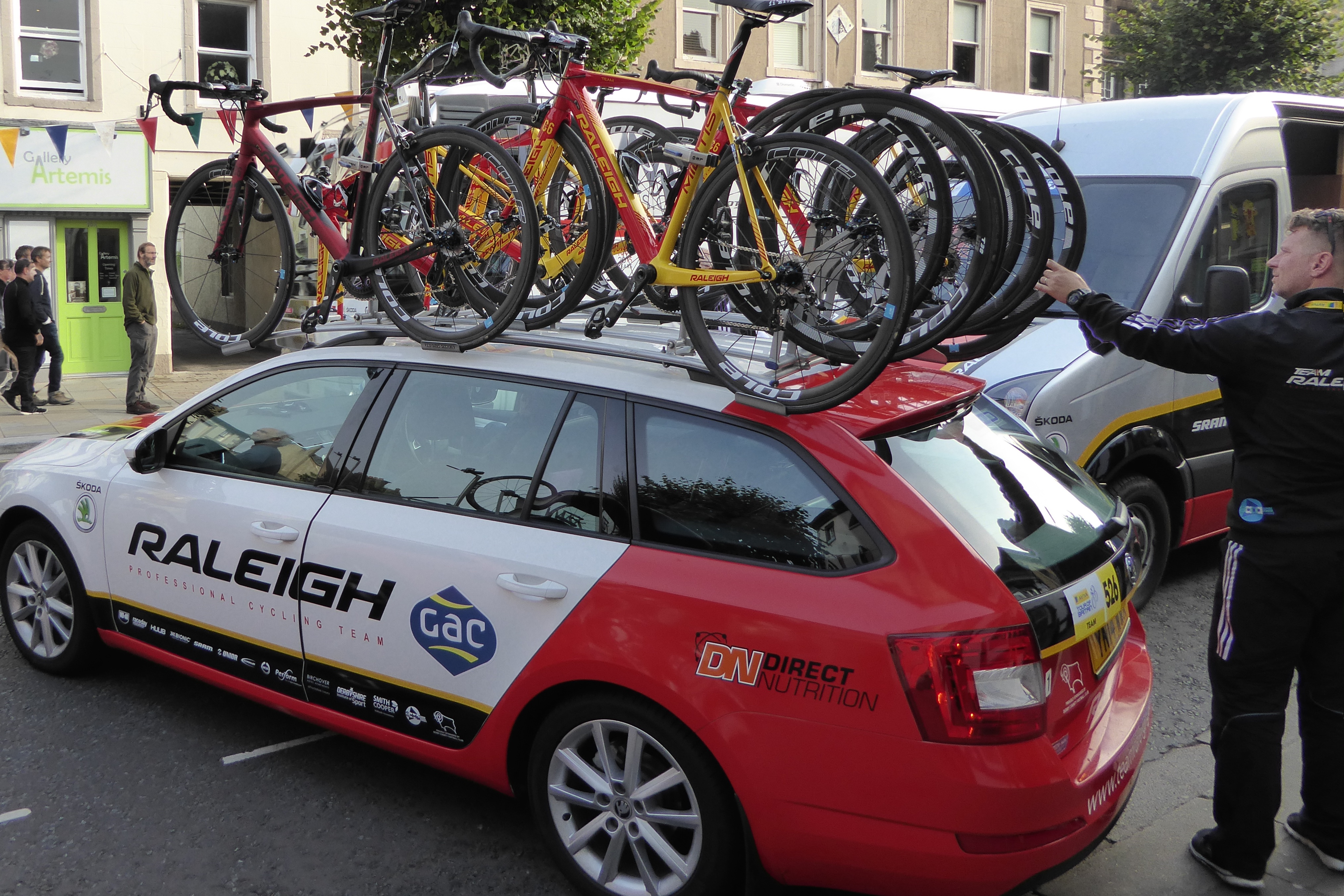
Vehicle a la Volta a la Gran Bretanya de 2015

L'equip participa en les proves dels circuits continentals i principalment en les curses del calendari de l'UCI Europa Tour.
UCI Amèrica Tour
| Temporada | Classificació per equips | Millor ciclista en la classificació individual |
| --------- | ------------------------ | ---------------------------------------------- |
| 2011      | 40è                      | Dan Fleeman (366è)                             |
| 2012      | 31è                      | Daniel Holloway (269è)                         |
| 2013      | 33è                      | Rob Britton (191è)                             |

UCI Europa Tour
| Temporada | Classificació per equips | Millor ciclista en la classificació individual |
| --------- | ------------------------ | ---------------------------------------------- |
| 2010      | 105è                     | Dan Fleeman (603è)                             |
| 2011      | 114è                     | Richard Handley (1128è)                        |
| 2012      | 100è                     | James Sparling (459è)                          |
| 2013      | 82è                      | Alexandre Blain (316è)                         |
| 2014      | 96è                      | Mark Christian (412è)                          |
| 2015      | 111è                     | Morgan Kneisky (654è)                          |
| 2016      | 102è                     | Albert Torres (546è)                           |
| 2017      | 99è                      | Enrique Sanz (489è)                            |

UCI Oceania Tour
| Temporada | Classificació per equips | Millor ciclista en la classificació individual |
| --------- | ------------------------ | ---------------------------------------------- |
| 2012      | 13è                      | Bernard Sulzberger (24è)                       |